# سیارک ۱۴۵۶۴
سیارک ۱۴۵۶۴ (به انگلیسی: 14564 Heasley، نامگذاری:1998BX13) چهارده هزار و پانصد و شصت و چهارمین سیارک کشف شده‌است که در ۲۶ ژانویه ۱۹۹۸ کشف شد.
قدر مطلق سیارک برابر ۳۵.۴ است.